# Морган, Сидни
Сидни леди Морган (англ. Sydney, Lady Morgan; 1783[…], Дублин — 14 апреля 1859, Лондон) — английская писательница, поэтесса и искусствовед наиболее известная благодаря роману «Дикая ирландская девушка» (1806), который некоторые критики сразу назвали «протофеминистским» содержащим политический и патриотический подтекст. Также известна под псевдонимом «Glorvina».

## Биография
Сидни Оуэнсон родилась в 1783 году семье бедного актера Роберта Оуэнсона известного также под псевдонимом англ. Robert MacOwen (1744–1812), очевидно отец и привил её любовь к искусству. Получила скудное домашнее образование, но пополнила его путём чтения книг и самообразования. 
Сначала служила гувернанткой. 
Первого литературного успеха добилась в 1806 году, когда в романе «Glorwina or the Wild Irish girl» затронула вопрос о бедственном положении своей родины — Ирландии. В дальнейших романах она неустанно защищала национальное дело своих земляков против английского гнёта и весьма удачно совмещала романическую фикцию с точностью и верностью в воспроизведении жизни и страданий ирландского народа. 

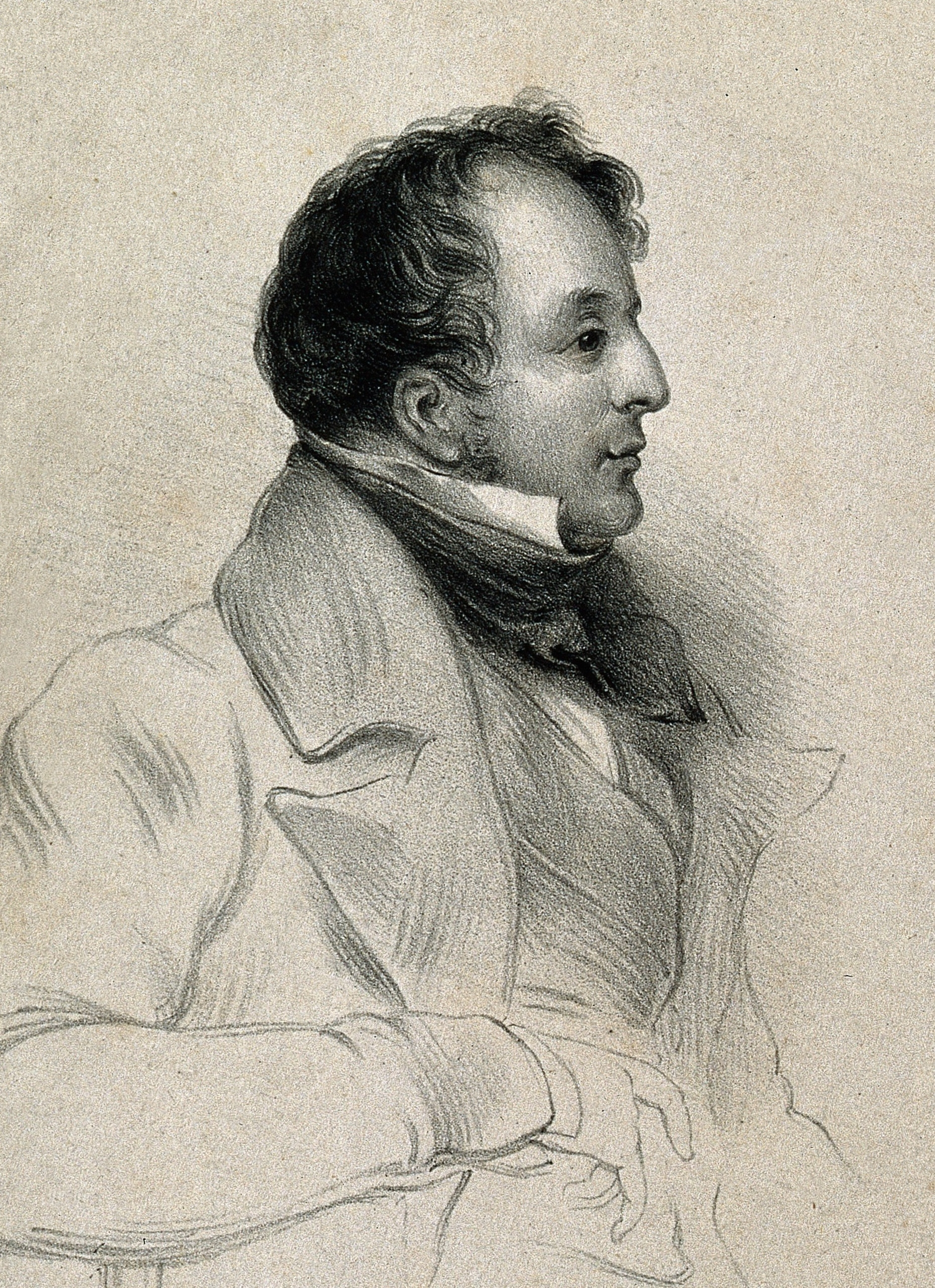
Муж Морган, Томас Чарльз

В 1812 году она вышла замуж за британского врача и публициста Томаса Чарльза Моргана (1783—1843), которому во многом обязана развитием своего таланта. 
Воспоминаниям о своём трёхлетнем пребывании во Франции она посвятила мемуары под заглавием «France» (1817), поверхностные, но изобилующие любопытными фактами и живо воспроизводящие жизнь роялистских светских кружков. В изданной затем книге об Италии («Italy», 1821) леди Морган принадлежат описания природы, общества и быта, а ее мужу — главы, посвященные политике, состоянию наук и вопросам педагогики. 

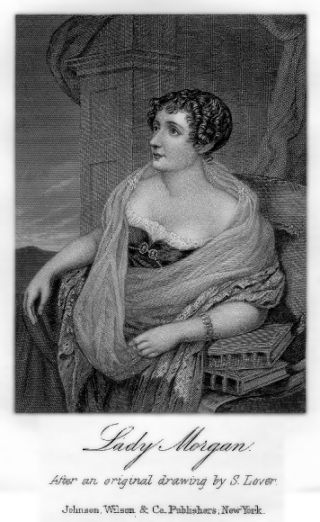
Сидни леди Морган

В 1827 году появился роман из ирландской жизни «The O’Briens and the O’Flahertys», едва ли не лучшее из произведений леди Морган. В 1840 году леди Морган издала сочинение, наделавшее немало шуму: «The woman and her master», в котором она красноречиво рисует порабощение женщины мужчиною и пытается доказать, что везде и всегда именно женщина являлась главным фактором поступательного развития человечества. 
В 1840-х годах леди Морган живо интересовалась разгоравшимся освободительным движением в Италии и обратилась к Папе римскому Пию IX с открытым письмом, в котором убеждала его не сходить с пути преобразований, которыми он начал свое царствование. 
Большой ажиотаж вызвала также ее полемика с кардиналом Виземаном по каноническому вопросу о римской кафедре Святого Петра. 
Независимо от интересной автобиографических воспоминаний самой леди Морган («Memoirs, authobiography and diaries», 1859; 3 изд. 1865), ее жизнеописанию Fitzpatrik посвятил подробный труд под заглавием: «The literary and personal career of Lady Мorgan» (1860).
Сидни леди Морган умерла 14 апреля 1859 года в городе Лондоне.